# Anablepsoides beniensis
Anablepsoides beniensis är en fiskart som beskrevs av Myers 1927. Arten ingår i släktet Anablepsoides, och familjen Rivulidae. Inga underarter finns listade i Catalogue of Life.